# 列翁
列翁（法語：Liéhon，法語發音：[lje.ɔ̃]）是法国摩泽尔省的一个市镇，属于梅斯区。

## 地理
列翁（49°0'0"N, 6°15'29"E）面积5.38 平方千米，位于法国大東部大區摩泽尔省，该省份为法国东北部内陆省份，是洛林的一部分，西南接默尔特-摩泽尔省，东临下莱茵省，北与卢森堡和德国接壤。
与列翁接壤的市镇（或旧市镇、城区）包括：比希、谢里塞、古万、蓬图瓦、索尔努瓦地区西利、维尼。

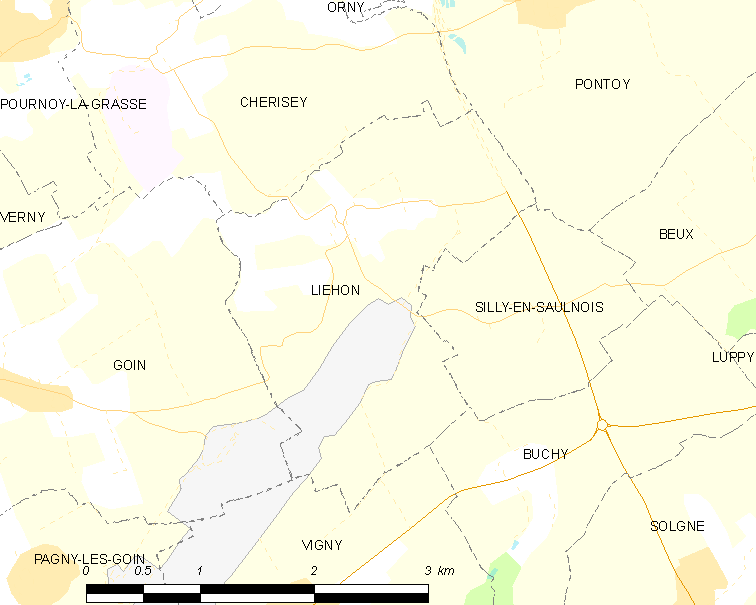
列翁的OSM定位图

列翁的时区为UTC+01:00、UTC+02:00（夏令时）。

## 行政
列翁的邮政编码为57420，INSEE市镇编码为57403。

## 政治
列翁所属的省级选区为福尔克蒙县。

## 人口

1962-2008年间列翁人口变化图示

列翁于2022年1月1日时的人口数量为131人。